# Karel Presl
Karel Bořivoj Presl (Praga, 17 febbraio 1794 – Praga, 2 ottobre 1852) è stato un botanico e museologo ceco.
Il suo primo nome Karl viene anche scritto Karel, Carl o Carel, mentre il secondo compare anche come Bořivoj. L'abbreviazione botanica ufficiale delle sue generalità è ora C.Presl, ma in precedenza fu anche K. B. Presl.
Studiò presso l'Università Carolina di Praga, ove divenne successivamente professore di Storia Naturale e Tecnologia e suo fratello, Jan Svatopluk Presl, fu professore di Zoologia e Mineralogia.

## Riconoscimenti
In onore suo e di suo fratello, venne assegnato il nome Preslia Opiz a un genere di piante della famiglia delle Lamiaceae.
Anche la rivista, comparsa dal 1914 con il nome di  Preslia, fu così denominata in onore suo e del fratello.

## Opere
- Reliquiae Haenkeanae…, 1825–1835.
- Flora sicula, exhibens plantas vasculosas in Sicilia…, 1826.
- Symbolae botanicae…, 1830–1858.
- Prodromus monographiae Lobeliacearum…, 1836.
- Tentamen pteridographiae, 1836, Suppl. 1845.
- Hymenophyllaceae, 1843.
- Epimeliae botanicae, 1851.